# 尖頭海羽水蚤
尖頭海羽水蚤（学名：Haloptilus oxycephalus）为亮羽水蚤科海羽水蚤屬下的一个种。